# Прапор Курісового
Пра́пор Курісова — офіційний символ села Курісове Березівського району, затверджений 4 жовтня 2011 р. рішенням №67-VI сесії Петрівської сільської ради.
У центрі квадратного синього полотнища жовтий палац, увінчаний жовтим левом, що тримає в лапах зелену гілку, зверху білий покров із двома жовтими хрестами, супроводжуваний зверху білою восьмипроменевою зіркою.